# Godło Indonezji
Godło Indonezji – jeden z oficjalnych symboli Indonezji.

## Opis
Głównym elementem godła  jest złoty orzeł Garuda. Na piersi orła znajduje się tarcza z pięcioma polami zawierającymi symbole pięciu zasad, jakie w zamyśle działaczy niepodległościowych miały leżeć u podstaw budowy i funkcjonowania państwa indonezyjskiego (pancasila): 
- W centrum owej tarczy znajduje się pole na którym umieszczona została złota gwiazda, symbolizująca wiarę w Boga;
- W lewym górnym rogu znajduje się głowa dzikiego bawołu bantenga. Symbolizuje on suwerenność i niezależność Indonezji[1];
- W prawym górnym rogu umieszczono wizerunek drzewa, oznaczającego jedność narodu;
- W lewej dolnej części tarczy znajdują się stylizowane wizerunki ryżu i bawełny symbolizujące sprawiedliwość społeczną oraz równość kobiet i mężczyzn;
- W prawej dolnej część tarczy znajduje się łańcuch złożony z 10 okrągłych i 10 kanciatych ogniw; jest to symbol humanitaryzmu i społeczeństwa.

Orzeł w łapach trzyma wstęgę z dewizą państwa: Bhinneka Tunggal Ika, co w języku starojawajskim oznacza „W różnorodności siła”. 
Orzeł posiada po 17 piór u skrzydeł, 8 piór w ogonie, a w szyi 45. Liczby te symbolizują datę 17 sierpnia 1945 r., tj. dzień proklamowania niepodległości przez Indonezję, którego rocznica jest obchodzona jako święto państwowe.